# سجن بياويك
بياويك (بالبولندية: ˈpavjak)‏ كان سجنا بني عام 1835 في وارسو ببولندا.
خلال انتفاضة يناير 1863، كان بمثابة معسكر لنقل البولنديين الذين حكمت عليهم الإمبراطورية الروسية بالترحيل إلى سيبيريا.
أثناء الاحتلال الألماني لبولندا في الحرب العالمية الثانية، استخدم من قبل الألمان، وفي عام 1944 دُمر في انتفاضة وارسو.

## التاريخ
أطلق اسم سجن بياويك على اسم الشارع الذي يقع عليه، U lica Pawia ( البولندية لـ "Peacock Street").
بني السجن في 1829-1835 لتصميم Enrico Marconi وFryderyk Florian Skarbek، مصلح السجن وعراب الأب للملحن فريديريك شوبان. خلال القرن التاسع عشر، كانت تحت السيطرة القيصرية حيث كانت وارسو جزءًا من الإمبراطورية الروسية. خلال ذلك الوقت، كان السجن الرئيسي لوسط بولندا، حيث تم سجن السجناء السياسيين والمجرمين على حد سواء. 
خلال انتفاضة يناير 1863، كان السجن بمثابة معسكر لنقل البولنديين الذين حكمت عليهم الإمبراطورية الروسية بالترحيل إلى سيبيريا.
بعد أن استعادت بولندا الاستقلال في عام 1918، أصبح بياويك السجن الرئيسي للمجرمين الذكور لوارسو. (تم احتجاز إناث في سجن صربيا القريب. )

## المعرض

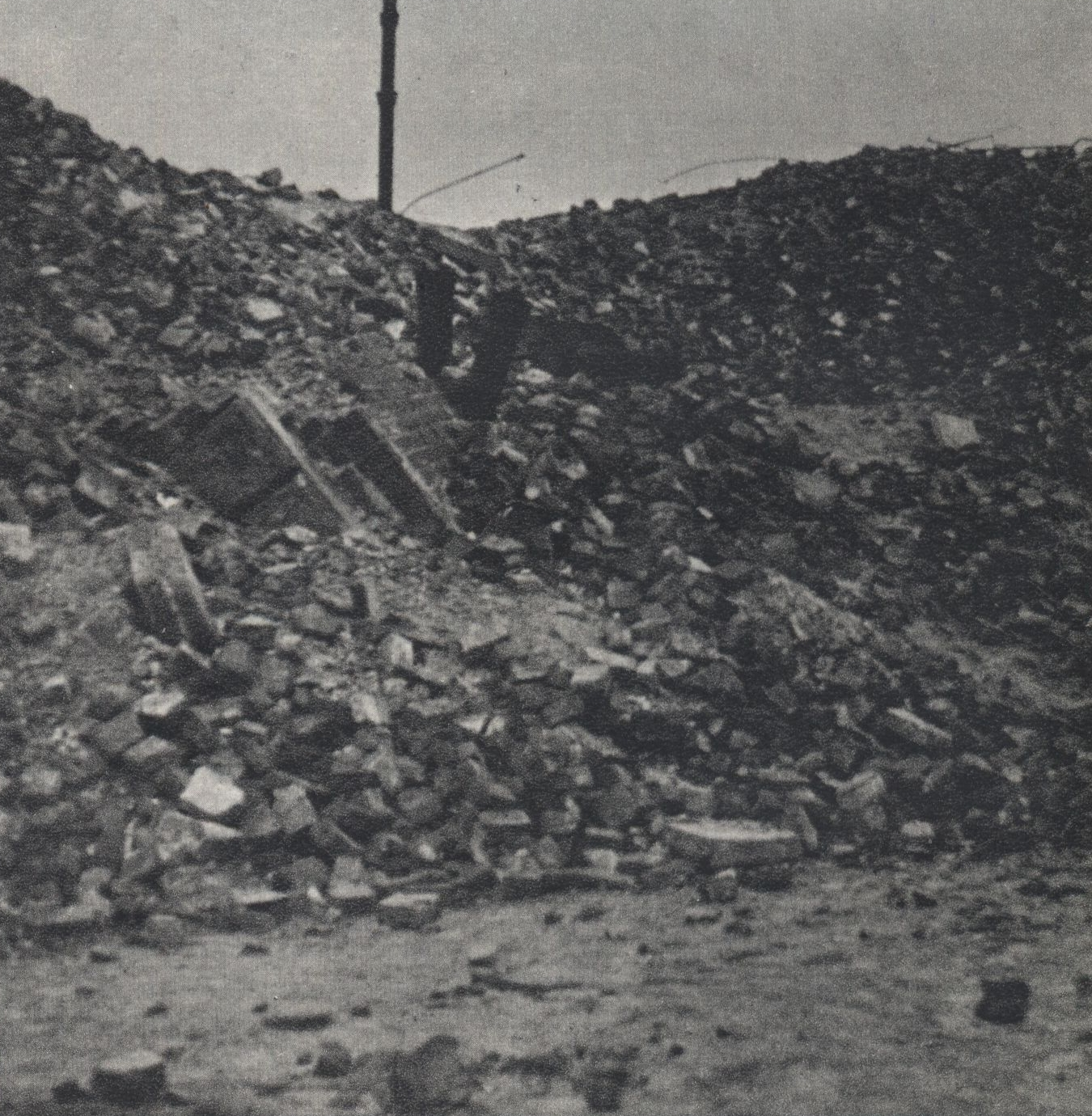
أنقاض شارع 27 دزيلنا تقع بالقرب من سجن بياويك. مكان لإعدام البولنديين واليهود على يد الألمان
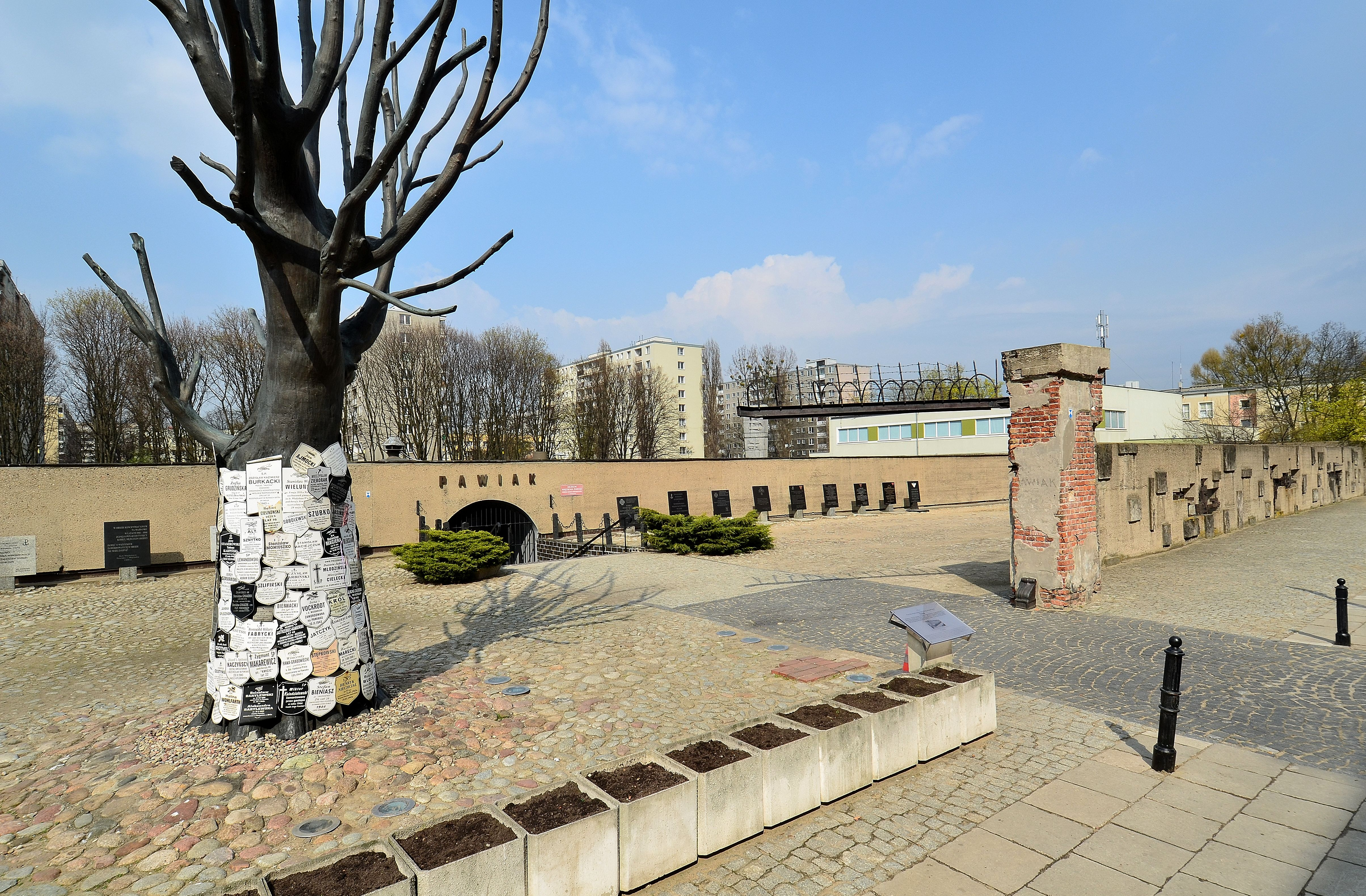
موقع سجن بواياك
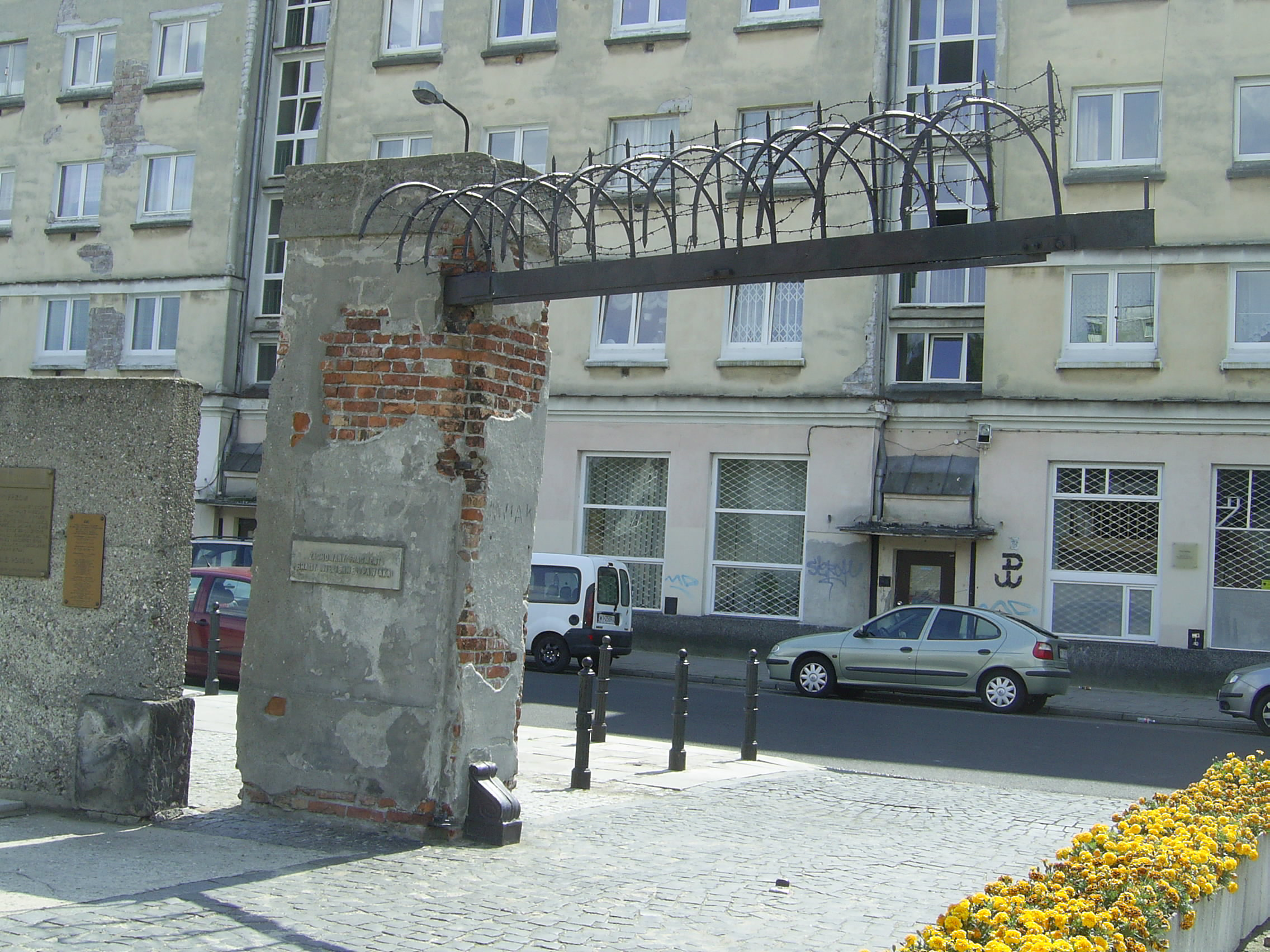
حطام بوابة سجن بواياك
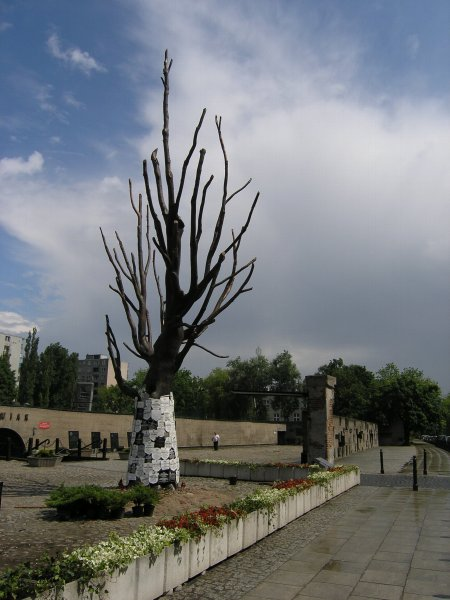
شجرة تذكارية